# Eadbert II
Eadbert II was een van de koningen van Kent na de dood van koning Æthelberht II van Kent in 762.

## Context
Na de dood van koning Wihtred in 725 werd het koninkrijk Kent verdeeld onder zijn twee zonen Eadbert I, hij kreeg West-Kent en Æthelberht II kreeg het oosten. Na de dood van Æthelberht II viel koning Offa van het Koninkrijk Mercia, Oost-Kent binnen. De Angelsaksische kroniek vermeldt de volgende namen als opvolger van Æthelberht II: Eadbert II, Sigered, Eanmund (762-764) en Heabert (764-765).
In 765 werd Oost-Kent ingelijfd bij Mercia. West-Kent bleef nog tot 785 onafhankelijk en daarna werd het ook een deel van Mercia.